# Heterocyathus antoniae
Espèce
Statut CITES
Heterocyathus antoniae est une espèce de coraux de la famille des Caryophylliidae.

## Habitat et répartition
Les échantillons prélevés en Colombie l'ont été entre 20 et 70 m de profondeur dans le Nord-Est de la mer des Caraïbes.

## Étymologie
Son nom spécifique, antoniae, lui a été donné en l'honneur d'Antonia Reyes, la fille ainée de Javier Reyes Hernández (d), l'un des auteurs de cette espèce.

## Publication originale
- (en) Javier Reyes, Nadiezhda Santodomingo et Stephen Cairns, « Caryophylliidae (Scleractinia) from the Colombian Caribbean », Zootaxa, Magnolia Press (d), vol. 2262, no 1,‎ 12 octobre 2009, p. 1–39 (ISSN 1175-5334 et 1175-5326, OCLC 49030618, DOI 10.11646/ZOOTAXA.2262.1.1, lire en ligne).